# Фремонт (округ, Айдахо)
Шаблон:StateAbbr_ 44°13′ пн. ш. 111°29′ зх. д. / 44.22° пн. ш. 111.48° зх. д.
Округ  Фремонт (англ. Fremont County) — округ (графство) у штаті  Айдахо, США. Ідентифікатор округу 16043.

## Історія
Округ утворений 1893 року.

## Демографія
За даними перепису 
2000 року 
загальне населення округу становило 11819 осіб, зокрема міського населення було 3448, а сільського — 8371.
Серед мешканців округу чоловіків було 6076, а жінок — 5743. В окрузі було 3885 домогосподарств, 3029 родин, які мешкали в 6890 будинках.
Середній розмір родини становив 3,43.
Віковий розподіл населення поданий у таблиці:
| Стать    | До 15 років | 15-21 | 22-29 | 30-39 | 40-49 | 50-65 | 65-85 | Понад 85 |
| -------- | ----------- | ----- | ----- | ----- | ----- | ----- | ----- | -------- |
| Чоловіки | 1550        | 861   | 548   | 763   | 835   | 809   | 650   | 60       |
| Жінки    | 1504        | 700   | 464   | 704   | 776   | 836   | 654   | 105      |

## Суміжні округи
- Медісон, Монтана — північ
- Ґаллатін, Монтана — північ
- Тетон, Вайомінґ — схід
- Тетон — південь
- Медісон — південь
- Джефферсон — південний захід
- Кларк — захід
- Бівергед, Монтана — північний захід

## Виноски
1. ↑  (unspecified title) — Москва: ВИНИТИ РАН, 1964. — С. 40. — 235 с.
2. ↑  U.S. Decennial Census. United States Census Bureau. Архів оригіналу за 26 квітня 2015. Процитовано 30 червня 2014.
3. ↑  Historical Census Browser. University of Virginia Library. Архів оригіналу за 12 грудня 2009. Процитовано 30 червня 2014.
4. ↑  Population of Counties by Decennial Census: 1900 to 1990. United States Census Bureau. Процитовано 30 червня 2014.
5. ↑  Census 2000 PHC-T-4. Ranking Tables for Counties: 1990 and 2000 (PDF). United States Census Bureau. Процитовано 30 червня 2014.
6. ↑  State & County QuickFacts. United States Census Bureau. Архів оригіналу за 17 липня 2011. Процитовано 30 червня 2014. [Архівовано 2011-07-17 у Wayback Machine.](англ.) Наведено за англійською вікіпедією.
7. ↑  American FactFinder. Бюро перепису населення США. Архів оригіналу за 26 лютого 2012. Процитовано 31 січня 2008. [Архівовано 2008-05-21 у Wayback Machine.]

| США | Це незавершена стаття з географії США. Ви можете допомогти проєкту, виправивши або дописавши її. |